# Māris Štrombergs
Māris Štrombergs (* 10. března 1987, Valmiera) je bývalý lotyšský cyklista, závodník bikrosu (BMX). Je dvojnásobným olympijským vítězem v této disciplíně, zvítězil při její premiéře na olympijských hrách v Pekingu roku 2008 a své prvenství obhájil i o čtyři roky později na olympiádě v Londýně. Je rovněž dvojnásobným mistrem světa (2008, 2010) a trojnásobným mistrem Evropy (2008, 2013, 2014). V olympijských letech, tedy roku 2008 a 2012, byl rovněž vyhlášen nejlepším sportovcem Lotyšska. Za zásluhy v oblasti sportu obdržel v roce 2008 lotyšské státní vyznamenání Řád tří hvězd. Zúčastnil se také olympijských her 2016 v Riu de Janeiru, tentokrát bez většího úspěchu. 16. listopadu 2018 oznámil konec profesionální sportovní kariéry. Má přezdívku „Stroj“.